# Cravolândia
Cravolândia is een gemeente in de Braziliaanse deelstaat Bahia. De gemeente telt 5.713 inwoners (schatting 2009).